# طلا-۱۹۸
طلا-۱۹۸ (۱۹۸Au) ایزوتوپ پرتوزای طلا است. این نوکلید طی واپاشی بتا قرار می‌گیرد تا ۱۹۸Hg پایدار تشکیل شود، نیمه عمر این فرایند ۲٫۶۹۷ روز است.
ویژگی‌های واپاشی ۱۹۸Au منجر به توجه گسترده‌ای به این ماده در کاربردهای رادیوتراپی برای درمان‌های سرطان شده‌است. این ایزوتوپ همچنین در تحقیقات سلاح‌های هسته‌ای و به عنوان ردیاب رادیواکتیو در تحقیقات آب‌شناسی مورد استفاده قرار می‌گیرد.

## کشف
۱۹۸Au احتمالاً برای اولین بار در سال ۱۹۳۵ توسط انریکو فرمی و همکاران مشاهده شد، اگرچه در آن زمان به درستی شناسایی نشده بود. این ایزوتوپ به‌طور قطعی در سال ۱۹۳۷ به دنبال تابش نوترون به ۱۹۷Au پایدار شناسایی شد و نیمه عمر تقریباً ۲٫۷ روزه به آن نسبت داده شد.

## کاربردها

### پزشکی هسته‌ای
۱۹۸Au برای پرتودرمانی و استفاده در پزشکی مطلوب است زیرا انرژی واپاشی بتا و دامنه نفوذ ۴ میلی‌متری آن در بافت باعث از بین رفتن تومورها می‌شود بدون اینکه بافت غیر سرطانی اطراف تحت تأثیر اشعه قرار گیرد. به همین دلیل، نانوذرات ۱۹۸Au به عنوان یک درمان تزریقی برای سرطان پروستات در حال بررسی هستند.